# Moneo
Pour les articles homonymes, voir Moneo (homonymie).

Ancien logo

Moneo est un système de porte-monnaie électronique utilisé en France entre 1999 et 2015. Il pouvait être adossé à une carte bancaire ou constituer une carte destinée à cet usage.
Les montants concernés par les transactions sont de l’ordre de la petite monnaie (distributeur, automate, café, musique, boulangerie, journaux, parcmètre, etc.). Du point de vue réglementaire (articles L133-28 et D133-7 du Code monétaire et financier), Moneo était un instrument de paiement uniquement réservé aux faibles montants jusqu'à 30 euros.
Ses caractéristiques sont le débit et le crédit sans utilisation de code secret et l'absence d'identification de son utilisateur. Elle doit être rechargée. Par ailleurs, la spécificité d'un porte-monnaie électronique Moneo, par rapport à une carte bancaire classique, est que les fonds chargés sont stockés sur le support : la perte de la carte entraîne dès lors la perte des fonds qui y étaient chargés.
Moneo était exploité par l'entreprise Moneo Payment Solutions (ex-Billettique Monétique Services).
Moneo est très partiellement remplacé en 2015 par Izly, solution de la banque BPCE qui vise le marché des étudiants.

## Entreprises gérant Moneo
Les aspects techniques et commerciaux du système Moneo sont gérés par Moneo Payment Solutions, tandis que l'émission et la gestion de la monnaie électronique, la surveillance des flux financiers et le contrôle du système sont assurés par la société financière du porte-monnaie électronique interbancaire (SFPMEI), établissement agréé par l'Autorité de contrôle prudentiel et de résolution.
Ces deux entités, fondées en 1999 par un groupement d'intérêt économique rassemblant les grandes banques françaises autour du projet de création d'un porte-monnaie électronique interbancaire, ont été rachetées fin 2010 par un fonds d'investissement géré par Blackfin Capital Partners, le fonds Blackfin Financial Services Fund.

## Historique

### 1999-2004
Moneo est issu du système allemand Geldkarte. Le déploiement de Moneo a débuté à Tours le 30 septembre 1999, inauguré par le ministre de l'économie (Dominique Strauss-Kahn),.
Le système Modeus (carte sans contact) a été absorbé en 2000 par le système Moneo.
À la suite de l'introduction du passe Navigo annuel dans les transports parisiens en octobre 2001, il est envisagé jusqu'en 2008 de coupler cette carte avec Moneo pour autoriser le paiement sans contact des titres de transports. Mais sauf la possibilité d'acheter ceux-ci chez les revendeurs agréés, également dotés de Moneo, cette proposition n'aboutit pas.
Le 18 septembre 2003, le Conseil de la concurrence a rendu un avis favorable sur Moneo, estimant qu'il peut être qualifié de « progrès économique ».

### 2005-2010
Le porte-monnaie électronique a été relancé fin 2005, notamment avec l’adoption de ce moyen de paiement pour les parcmètres, puis par l'ajout de puces Moneo sur les cartes d’étudiant de certaines universités. En 2014, 22 académies sur 26 proposaient à leurs étudiants des cartes d'étudiants intégrant un porte-monnaie Moneo, pour effectuer des paiements dans les restaurants universitaires, les distributeurs automatiques, les photocopieurs et les laveries automatiques du campus,, soit 1 500 000 étudiants équipés de Moneo (plus de 60 % des étudiants français).
Moneo a commercialisé des cartes sans contact depuis 2006.
Moneo a été primé pour son expérimentation de paiement par mobile avec le Crédit agricole Franche-Comté en 2008 (Trophée des paiements Innovants).
Début 2009, plus d'un million de paiements étaient effectués chaque semaine avec Moneo, pour un montant moyen de 2,20 euros, selon Patrick Werner, président du directoire de la Banque postale et président de BMS-Moneo, société qui exploitait le porte-monnaie électronique[réf. nécessaire].
Fin 2010, la société de paiement électronique BMS-Moneo, détenteur du porte-monnaie électronique Moneo, a été racheté par un fonds d'investissement de la société BlackFin Capital Partners.

### 2011-2017
En septembre 2012, Moneo a lancé la première carte titres-restaurant en France  nommée Moneo-Resto .
Le ralentissement de la commercialisation des cartes mixtes Moneo (carte bancaire avec fonction Moneo) a été notable dès 2013, en raison du désengagement des banques de détail : BNP, La Banque postale, BPCE (Banque Populaire Caisses Epargne). La carte Moneo (porte-monnaie électronique) pouvait encore être directement commandée sur le site Internet de Moneo. Elle était aussi émise par des partenaires lors d'accords banques/entreprises-collectivités : ex Crous, Universités et les PRES Régionaux (Pôles de Recherche et d'Enseignement Supérieur).
En février 2014, Moneo Applicam a été retenu pour la billetterie de Vélopolis, le vélodrome national de la Fédération française de cyclisme implanté à Saint Quentin en Yvelines. La société a été missionnée pour développer un module de billetterie en ligne, permettant aux visiteurs de consulter, réserver et payer en ligne leurs places .
Au cours du premier trimestre 2015, Moneo a annoncé sur sa page destinée aux particuliers que le système sera complètement abandonné à compter du 28 juillet 2015. Les remboursements de la monnaie électronique chargée sur les cartes sont possibles après cette date selon une procédure spécifique.
Courant 2017, le groupe Edenred (Ticket Restaurant) a racheté l'activité Moneo-Resto. Les clients migrent depuis mi 2017 sur la solution carte Ticket Restaurant.
Les soldes des cartes Moneo-Resto existantes n'étant cependant pas basculés. Les cartes Moneo-Resto restent valides jusqu'à leur date d'expiration. Le site Moneo-Resto ne fait cependant pas encore état de ce rachat.

## Modèle économique
Moneo encaissait l'argent de l'utilisateur lors des recharges, qui était crédité sur une carte achetée par le client. Des frais récurrents étaient facturés aux utilisateurs de la carte. Les commerçants devaient aussi payer pour avoir accès au service.
Donc, Moneo ponctionnait à la fois le client et le commerçant, tout en se réservant la possibilité de placer sur le marché financier les sommes prélevées lors des recharges.

## Usage
Moneo a essayé par tous les moyens de se faire accepter, souvent à travers des partenariats qui l'imposaient comme moyen de paiement sans l'accord des usagers.

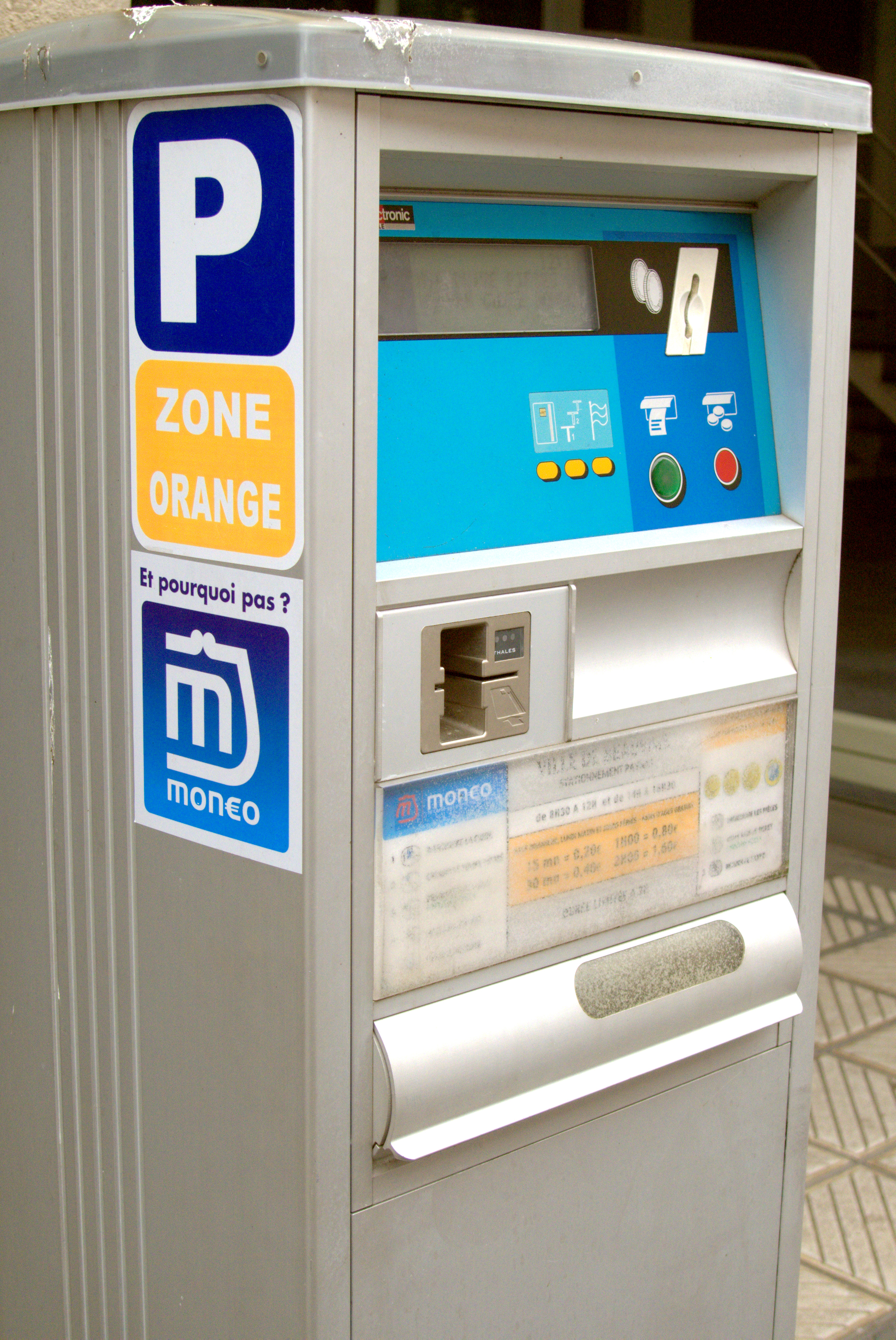
Horodateur acceptant Moneo

Lancé comme simple moyen de paiement de petites sommes chez les commerçants, Moneo permettait de payer son stationnement dans 70 villes françaises (sur 19 000 horodateurs, soit 1 horodateur sur 2 en France), sur les distributeurs automatiques et, entre 2014 et 2015, de gérer ses tickets restaurant uniquement de façon électronique.
En 2008, Moneo avait introduit la carte de type BMS2 (entre autres) qui permettait d'utiliser le système Moneo pour les cartes de cantine dans les CROUS, carte de bibliothèque dans les villes, badge d'accès dans certaines entreprises, etc. La carte BMS2 peut être manipulée sans contact, par lecture magnétique à quelques centimètres.
Dans la plupart des universités, la carte d'étudiant était aussi une carte Moneo,, comme à celle d'Aix-Marseille.
À fin 2009, 17 des villes de grande taille (dont Paris) avaient imposé d’équiper leurs administrés d’une carte Ville Moneo permettant l'accès et le paiement de certains services publics. Grâce à cette mesure, 1 million de paiements ont été faits chaque semaine à l'aide de Moneo en 2009.[réf. nécessaire]
Moneo a essayé d'introduire, sans grand succès, le paiement sans contact. Dans un article,. Moneo annonce avoir été parmi les premiers systèmes à tester le paiement sans contact, par mobile ou encore via une clé USB. Depuis 2006, plus de 17 millions de paiements sans-contact ont été effectués via Moneo (dont 6 millions pour la seule année 2012)
Moneo est un échec et s'est arrêté en juillet 2015, car malgré la présence quasi systématique et non sollicitée de la puce sur les cartes bancaires, peu de commerçants acceptaient ce type de paiement car les frais demandés étaient trop importants. De leur côté, certains utilisateurs estimaient que ce porte-monnaie était trop abstrait, ou bien que c'était une carte de plus, ou bien qu'elle ne permettait pas de savoir instantanément quelle somme elle contenait, ou enfin, qu'elle nécessitait des rechargements, etc.,.

## Gestion du crédit
Le rechargement s’effectuait :
- sur des bornes spécifiques (dans les banques, etc.) ;
- sur les terminaux de paiement électroniques (TPE) des commerçants ;
- dans les cabines téléphoniques compatibles ;
- sur les distributeurs de billets signalés ;
- sur internet grâce à un lecteur de carte PC/SC, que l'on branchait sur la prise USB de son ordinateur, et qui nécessitait Java et un code fourni par sa banque.

Le rechargement s’effectuait généralement en payant par carte bancaire. Mais certaines banques refusaient que leur carte soit utilisée pour recharger Moneo sur une borne. Il fallait alors acheter une recharge sur le site web Moneo. Le paiement sur le site donnait accès à un numéro à usage unique (un ticket qui fonctionnait comme les recharges de crédit temps pour les cartes de téléphonie mobile sans abonnement) permettant de recharger la carte sur une borne.
Moneo (pour la partie porte-monnaie) était entièrement anonyme. Il existait des cartes « Moneo verte » que l'on pouvait acheter sur le site web de Moneo ou dans certains bureaux de poste.